# Menú Inici
El  Menú Inici  i  botó d'inici  són elements de la interfície utilitzada en les últimes versions dels sistemes operatius Microsoft Windows i en alguns gestors de finestres X. El botó d'inici proporciona un punt central de llançament d'aplicacions i tasques.
En els sistemes operatius de Windows anteriors a Windows Vista, el botó d'inici consisteix en la paraula "Inici" i el logotip de Windows (la paraula "Inici" va ser localitzat per a cada versió d'idioma diferent del sistema). A l'escriptori de Windows Vista i Windows 7, la paraula "Inici" ha estat reemplaçada pel logotip del Windows. No obstant això, l'usuari pot tornar a mostrar la paraula "Inici" o el logotip de Windows mitjançant la creació del tema de Windows clàssic.
Tradicionalment, el menú Inici proporciona una llista personalitzada de programes per a l'usuari per posar en marxa, així com una llista de documents oberts recentment, una manera de trobar fitxers i buscar ajuda, i l'accés a la configuració del sistema. Més tard, a través de millores d'actualització en l'escriptori de Windows inclou l'accés a carpetes especials com "Els meus documents" i "Favorits" (favorits del navegador). El Menú d'Inici de Windows XP s'ha ampliat per abastar diverses carpetes dels meus documents (incloent meva música i meves imatges), i trasplantades d'altres articles com El meu ordinador i meus llocs de xarxa des de l'escriptori de Windows.
El menú d'inici no és una característica veritablement essencial, com els programes i els fitxers també es pot obrir, aneu fins a la interfície del Explorador de Windows. No obstant, el menú Inici proporciona una manera molt més fàcil i ràpid per obrir programes, fins i tot per a usuaris experimentats, i consolida una llista de programes en un sol lloc. Microsoft usa el menú d'inici més en cada versió de Windows com una forma de protegir els usuaris novells de les complexitats del sistema operatiu. Per exemple, en Windows XP, l'arrel,  Program  i  les carpetes de Windows  estan ocultes per a l'usuari per defecte, i l'accés als programes és que s'espera aconseguir a través del menú Inici.

## Història
En les primeres versions de Windows un programa anomenat MS-DOS Executiu oferia la gestió de fitxers i la capacitat bàsica del menú de programes. Aquest va ser reemplaçat per l'Administrador de fitxers i programes : el File Manager de Windows 3.0, que feia el paper del Menú Inici.
El gestor del Programa era una aplicació de finestra completa, que requeria tota la pantalla per funcionar amb eficàcia. Consistia en una interfície simple de document múltiple que permetia als usuaris obrir "els grups de programes" i després executar els accessos directes als programes continguts.
El menú Inici es va introduir per primera vegada al Windows 95 substituint el Gestor de Programes, sent comparable en alguns aspectes amb l'Apple Macintosh "Menú Apple". També va presumir diversos avantatges sobre l'Administrador de programes. El gerent de Programa no havia tingut la possibilitat de niar grups en altres grups, però no hi havia aquesta limitació amb el menú Inici, ja que les carpetes del menú poden contenir subcarpetes. Els articles podrien ser simplement afegits al menú d'inici amb la funció arrossegar i deixar anar per posar els fitxers de programa, o fitxers de documents en el botó Inici.

## Evolució del menú inici
Més tard l'evolució de Internet Explorer i posteriors versions de Windows permetia als usuaris personalitzar el menú Inici i l'accés i ampliar els favorits d'Internet Explorer, Els meus Documents i Eines administratives (Windows 2000 i posteriors) des del menú Inici.

### Windows XP
La revisió més important en el menú Inici des de la seva creació es va produir en Windows XP. Per ajudar a l'usuari accedir a una gamma més àmplia de destinacions comunes amb més facilitat, i promoure un major sentit de la "personalitat", el menú Inici es va ampliar a dues columnes, la columna de l'esquerra se centra en les aplicacions instal·lades pel usuari, i la columna dreta proporciona accés als documents de l'usuari i la funcionalitat del sistema. Enllaços als documents, imatges i altres carpetes especials es van posar en primer pla. Les icones de l'ordinador i la xarxa (Entorn de xarxa en Windows 95 i 98) van ser traslladats també fora de l'escriptori i al menú Inici, pel que és més fàcil accedir a aquestes icones, mentre que un nombre d'aplicacions obertes (que es podria restaurar opcionalment en les Propietats de pantalla tauler de control "d'escriptori" configuració). Els programes més utilitzats es mostren automàticament en el menú de l'esquerra, i l'usuari pot optar per "arrossegar" programes per al menú d'inici perquè estiguin sempre accessibles, sense haver de navegar per les carpetes dels programes.

### Windows Vista
En Windows Vista, el menú Inici va patir alguns canvis importants, amb la icona de la barra de tasques sense l'etiqueta "Inici", sinó que ara té el logotip de Windows. En el nivell superior, el menú Inici, com en Windows XP, té dues columnes d'opcions de menú. En virtut dels paràmetres per defecte, l'opció "Executar" i "Impressores" no apareixen. No obstant això, aquests elements es poden afegir al menú Inici. Una de les novetats principals de Windows Vista és un panell de cerca o la caixa, on els usuaris poden començar a escriure immediatament. El contingut del menú Inici estan indexades i es poden buscar, a més de l'índex de cerca global. Si la indexació està activada, el quadre de cerca retorna els resultats en la marxa que els usuaris escriuen en ell. Això permet que el menú Inici perquè actuï com un llançador d'aplicacions ràpid i potent. La recerca del menú Inici també funciona com la comanda Executar una distribució completa de Windows, només cal escriure qualsevol comanda d'executar. La comanda d'execució també es poden afegir per separat a la columna de la dreta al menú Inici.
Un altre canvi important en el menú Inici de Windows Vista és que ja no presenta el menú "Tots els programes" en forma de llista en cascada horitzontal en expansió que utilitza l'espai de pantalla completa, sinó més aviat com una vista de carpetes niades amb un mida fixa. La llista d'articles submenús només apareix sobre el contingut de la columna esquerra amb un botó de nou per sota d'ella. Les Subcarpetes s'han de expandir i reduir verticalment dins de la llista amb un sol clic, de manera d'arbre similar a l'Explorador de Windows. Elements individuals apareixen a la part superior i les carpetes apareixen a la part inferior. En passar el ratolí sobre una carpeta no s'obre, s'ha de fer clic sobre ella. Una limitació del nou menú Inici és que les subcarpetes dins del menú "Tots els programes" no es poden obrir simplement buscant o fent doble clic. A més, a mesura que més s'instal·len els programes, una barra de desplaçament vertical apareix entre les dues columnes. Una icona de canvi dinàmic que mostra la imatge de l'usuari per defecte és present a la part superior de la columna de la dreta. Els canvis que els usuaris planen sobre qualsevol altre article per reflectir la icona d'aquest element. L'acció del botó d'encesa és configurable a través d'opcions d'energia en el tauler de control, encara que la configuració per defecte és posar l'ordinador en mode de suspensió. Els usuaris poden bloquejar el seu compte d'usuari prement el botó de bloqueig. Accions addicionals d'energia i relacionades amb el compte s'enumeren en un submenú que apareix quan la fletxa al costat del botó de bloqueig es fa clic.
Igual que Windows XP, Windows Vista permet als usuaris tornar al pre-estil de Windows XP menú "clàssic" d'inici.

### Windows 7
En Windows 7, el menú principal clàssica s'ha eliminat. Diversos usuaris han protestat per l'eliminació d'una opció per activar el menú d'inici clàssic. El quadre de cerca s'ha ampliat per donar suport a la recerca dels elements del tauler de control. Resultats de la cerca estan superposats en les dues columnes del menú Inici. Ara hi ha una sola font d'alimentació relacionats amb botó (en comptes de dos botons en Windows Vista) amb totes les accions d'un altre poder accedir des de la secundària al menú emergent. Els enllaços de la columna dreta de les respectives biblioteques en lloc de carpetes comunes. Articles al menú Inici també compatible amb llistes de Salta a través de botons en cascada a la seva dreta.

### Windows 8 / 8.1
Al Windows 8 es va eliminar per complet el menú d'Inici juntament amb el seu botó corresponent. Al fer clic dret sobre la cantonada inferior esquerra, apareixia un menú igual a quan es fa clic dret en una part de l'escriptori, però amb les opcions de Windows 7. No obstant això, en Windows 8.1 i després de les crítiques rebudes, es va tornar al botó d'inici, encara que no amb el seu menú corresponent, al clicar-lo, s'alternava entre pantalla Inici i escriptori. Tots els programes, però amb els anteriorment nomenats programes en forma d'icona quadrada i el menú complet. La supressió de menú no va ser ben acceptada per un percentatge molt gran d'usuaris, i es van registrar vendes per sota del que s'esperava. Per tant, per recuperar als usuaris el 2 d'abril de 2014, en la conferència Build, Microsoft va confirmar el retorn del menú inici en el Windows 10.

### Windows 10
Al Windows 10 el menú torna definitivament i la columna dreta ara l'ocupen apps modernes, el quadre de cerca encara roman en el seu lloc i funció.

### Windows Core
En la documentació d'aquest nou sistema especialment Windows 10X, el menú inici passa a dir-se Launcher.

## Sistemes operatius mòbils
El menú Inici també és present a les versions de Windows CE i Windows Mobile. Al Windows Mobile Standard, la versió de Windows Mobile per a telèfons intel·ligents específics de Microsoft, el menú Inici, quan s'invoca, no produeix una llista d'aplicacions, sinó que produeix una pantalla separada d'icones. Mentre que en Windows CE, així com en versions estàndard del sistema operatiu Windows Mobile, el menú Inici es troba per defecte en la part inferior de la pantalla, en Windows Mobile Classic i Professional, es troba a la part superior de la pantalla.

## Funcions no documentades
Hi ha algunes característiques no documentades del menú Inici, i oportunitats per a la personalització. Per exemple, en el mode de menú principal clàssic, arrossegant un fitxer o programa al botó d'inici crea un element d'inici en el nivell superior del menú. Si s'assigna una drecera de teclat a un element de la carpeta del menú Inici, l'accés directe entra en vigor en tot l'entorn Windows. Windows Power Toy TweakUI ofereix moltes altres personalitzacions, fins i tot accelerant el temps de resposta del menú Inici, animació de la finestra, i altres hacks d'"usuari avançat". Al Windows XP i Windows Vista, és possible evitar que les aplicacions específiques apareguin a la llista de programes recents mitjançant la modificació del registre de Windows.

## Sistemes operatius open source
- Cinnamon
- FVWM95
- GNOME
- IceWM
- JWM
- KDE Plasma
- Lumina[10]
- LXDE
- MATE
- Qvwm
- ReactOS
- Unity
- Xfce